# Wilhelm Boland
Wilhelm Boland (* 1950) ist ein deutscher Chemiker.

## Wissenschaftlicher Werdegang
Nach der Promotion bei Lothar Jaenicke mit dem Thema Synthese von Multifiden und verwandten Strukturen (1978) und der Habilitation (1986), beides an der Universität zu Köln, erhielt Boland 1987 eine C3-Professor für Organische Chemie an der Universität Karlsruhe. Ab 1994 war er C4-Professor für Bioorganische Chemie an der Universität Bonn. Seit 1996 ist er Direktor und Wissenschaftliches Mitglied am Max-Planck-Institut für chemische Ökologie und Leiter der Abteilung Bioorganische Chemie (seit 2018 Emeritus). 1998 wurde er zum Honorarprofessor an der Friedrich-Schiller-Universität Jena ernannt.
In seiner Forschung befasst sich Boland mit der Abwehrchemie von Blattkäfern und der induzierten pflanzlichen Verteidigung. Interaktionen von Mikroorganismen mit Pflanzen und Insekten sind weitere Forschungsthemen in seiner Abteilung. Neben der Entwicklung neuer Methoden zur analytischen und synthetischen Chemie widmet er sich Mechanismen der Sequestrierung pflanzlicher Metaboliten durch Blattkäferlarven und generell um die Detoxifizierung pflanzlicher Metaboliten im Darm von Insekten.

## Ehrungen und Auszeichnungen
- Silverstein-Simeone Lecture Award der International Society of Chemical Ecology 1995[5]
- Mitglied der Nordrhein-Westfälischen Akademie der Wissenschaften und der Künste (seit 2002)
- Hans-Herloff-Inhoffen-Medaille der Gesellschaft für Biotechnologische Forschung (GBF) 2005
- Peter-Hemmerich-Vorlesung, Universität Konstanz, 2006
- Präsident der International Society of Chemical Ecology 2008–2009
- Silver Medal Award der International Society of Chemical Ecology 2023[6]

## Publikationen (Auswahl)
- G. Arimura, R. Ozawa, T. Shimoda, T. Nishioka, W. Boland, J. Takabyashi: Herbivory-induced volatiles elicit defence genes in lima bean leaves. In: Nature. 406, Nr. 6795, 2000, S. 512–515. doi:10.1038/35020072
- J. Kuhn, E. M. Pettersson, B. K. Feld, A. Burse, A. Termonia, J. M. Pasteels, W. Boland: Selective transport systems mediate sequestration of plant glucosides in leaf beetles: A molecular basis for adaptation and evolution. In: Proceedings of the National Academy of Sciences. 101, Nr. 38, 2004, S. 13808–13813. doi:10.1073/pnas.0402576101
- M. Heil, S. Greiner, H. Meimberg, R. Kruger, J. L. Noyer, G. Heubl, K. E. Linsenmair, W. Boland: Evolutionary change from induced to constitutive expression of an indirect plant resistance. In: Nature. Band 430, Nr. 6996, 2004, S. 205–208. doi:10.1038/nature02703
- A. Mithöfer, G. Wanner, W. Boland: Effects of feeding Spodoptera littoralis on lima bean leaves. II. Continuous mechanical wounding resembling insect feeding is sufficient to elicit herbivory-related volatile emission. In: Plant Physiology. Band 137, Nr. 3, 2005, S. 1160–1168. doi:10.1104/pp.104.054460
- M. Heil, J. Rattke, W. Boland: Postsecretory hydrolysis of nectar sucrose and specialization in ant/plant mutualism. In: Science. Band 308, Nr. 5721, 2005, S. 560–563. doi:10.1126/science.1107536
- G. Arimura, C. Kost, W. Boland: Herbivore-induced, indirect plant defense. In: Biochimica et Biophysica Acta. Band 1734, 2005, 91–111. doi:10.1016/j.bbalip.2005.03.001
- A. Walter, C. Mazars, M. Maitrejean, J. Hopke, R. Ranjeva, W. Boland, A. Mithöfer: Structural requirements of jasmonates and synthetic analogues as inducers of Ca2+ signals in the nucleus and the cytosol of plant cells. In: Angewandte Chemie – International Edition. Band 48, Nr. 25, 2007, S. 4783–4785. doi:10.1002/anie.200604989
- P. Dabrowska, D. Freitak, H. Vogel, D. G. Heckel, W. Boland: The phyto-hormone precursor OPDA is isomerized in the insect gut by a single, specific glutathione transferase. In: Proceedings of the National Academy of Sciences. Band 106, Nr. 38, 2009, S. 16304–16309. doi:10.1073/pnas.0906942106
- R. Kirsch, H. Vogel, A. Muck, K. Reichwald, J. M. Pasteels, W. Boland: Host plant shifts affect a major defense enzyme in Chrysomela lapponica. In: Proceedings of the National Academy of Sciences. Band 108, 2011, S. 4897–4901. doi:10.1073/pnas.1013846108
- A. Mithöfer, W. Boland: Plant defense against herbivores: Chemical aspects. In: Annual Review of Plant Biology. Band 63, 2012, S. 25.1–25.20. doi:10.1146/annurev-arplant-042110-103854
- A. Strauß, S. Peters, W. Boland, A. Burse: ABC transporter functions as a pacemaker for the sequestration of plant glucosides in leaf beetles. In: eLife. Band 2013, Nr. 2, 2013, S. e01096. doi:10.7554/eLife.01096
- M. González-Teuber, M. Kaltenpoth, W. Boland: Mutualistic ants as an indirect defence against leaf pathogens. In: New Phytologist. Band 202, Nr. 2, 2014, S. 640–650. doi:10.1111/nph.12664
- J. Pesek, J. Svoboda, M. Sattler, S. Bartram, W. Boland: Biosynthesis of 8-hydroxyquinoline-2-carboxylic acid, an iron chelator from the gut of the lepidopteran Spodoptera littoralis. In: Organic & Biomolecular Chemistry. Band 13, 2015, S. 178–184. doi:10.1039/c4ob01857e